# Elmer Austin Benson
Elmer Austin Benson (ur. 22 września 1895 w Appleton, Minnesota, zm. 13 marca 1985 w Minneapolis) – amerykański polityk, członek Minnesota Farmer-Labor Party, gubernator Minnesoty, senator.
W 1918 ukończył studia prawnicze w College of Law w St. Paul (Minnesota). W latach 1918–1919 służył w wojsku. Po zakończeniu służby złożył egzamin adwokacki, ale nie praktykował; pracował w sektorze bankowym. W 1933 pełnił funkcję stanowego komisarza ds. bezpieczeństwa, w latach 1933–1935 stanowego komisarza ds. banków. W grudniu 1935 został mianowany senatorem w miejsce zmarłego w wypadku samochodowym republikanina Thomasa Schalla. Zasiadał w Senacie do listopada 1936, nie ubiegał się o reelekcję.
Startował natomiast w wyborach na gubernatora i odniósł zdecydowane zwycięstwo. Objął urząd gubernatora 4 stycznia 1937, zastępując Hjalmara Petersena. Porażka Bensona w walce o kolejną kadencję w 1938 jest uważana za faktyczny koniec znaczenia Farmer-Labor Party. Benson kontynuował działalność polityczną, ale bez powodzenia; w 1940 i 1942 ubiegał się o miejsce w Senacie, a w wyborach prezydenckich 1948 wsparł kandydata Partii Postępowej Henry’ego Wallace’a. Wkrótce potem wycofał się z życia publicznego ze względu na stan zdrowia i zajmował się rolnictwem.